# Entodon conchophyllus
Entodon conchophyllus är en bladmossart som beskrevs av Jules Cardot 1911. Entodon conchophyllus ingår i släktet Entodon och familjen Entodontaceae. Inga underarter finns listade i Catalogue of Life.